# Erhard Grossnigg

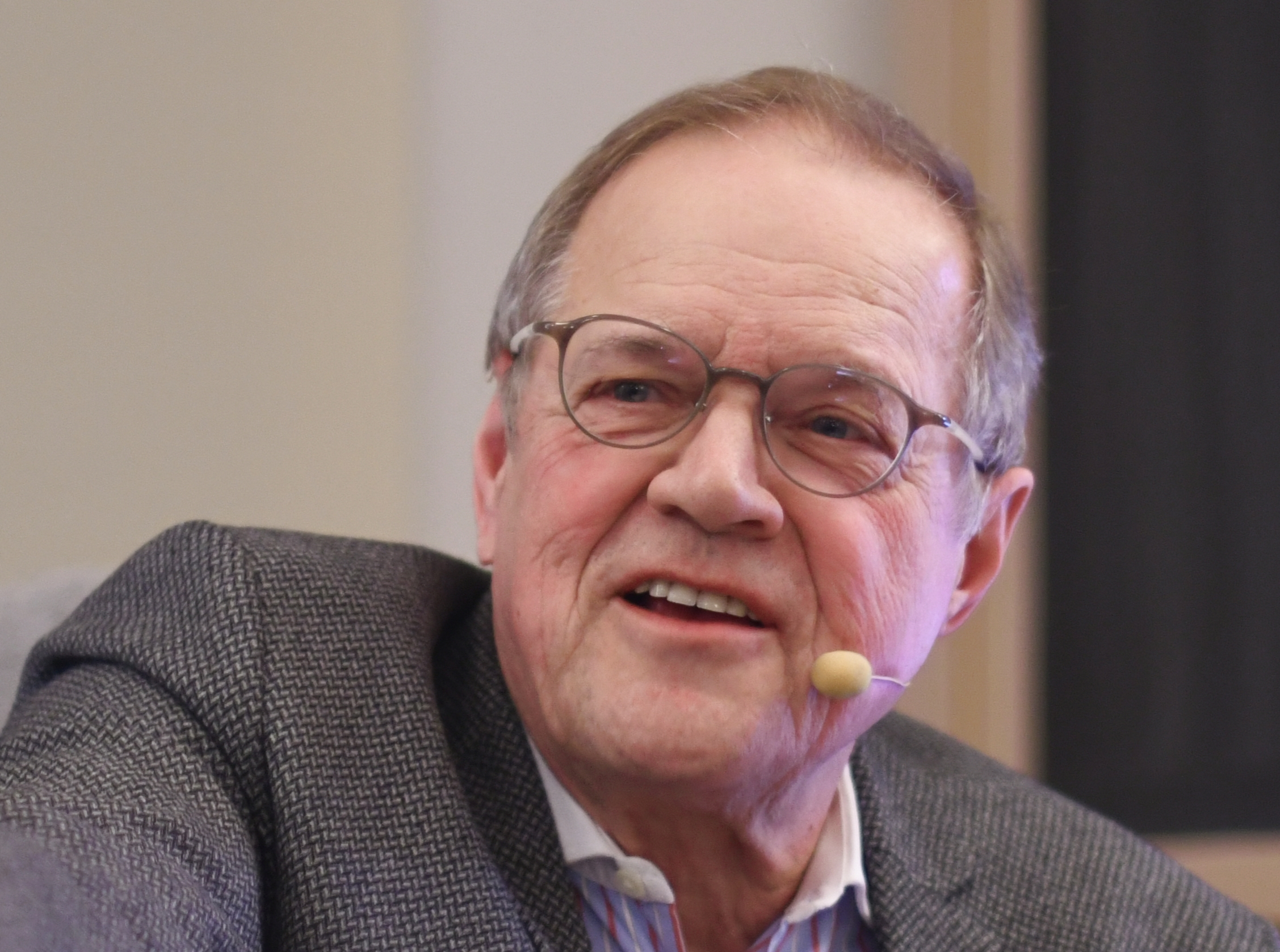
Erhard Grossnigg im Kepler Salon (2018)

Erhard Franz Grossnigg (* 22. September 1946 in Linz) ist ein österreichischer Unternehmer. Er hat den Ruf als Österreichs „Paradesanierer“.

## Werdegang
Grossnigg besuchte von 1952 bis 1956 die Volksschule in Linz und von 1956 bis 1960 die Realschule, ebenfalls in Linz. Von 1960 bis 1965 war er auf der Handelsakademie Linz. An der Hochschule für Welthandel in Wien studierte er von 1964 bis 1968. Im Anschluss daran arbeitete er von 1968 bis 1974 bei der Chase Manhattan Bank in Wien, New York City, Paris und Düsseldorf. 1975 wurde Grossnigg diplomiert. 1974 bis 1979 war er geschäftsführender Gesellschafter der Donau-Finanz Treuhand- und Finanzierungsgesellschaft mbH & Co. KG in Wien. 1980 wurde er promoviert. Seit 1979 ist Grossnigg geschäftsführender Gesellschafter der E. F. Grossnigg Finanzberatung und Treuhandgesellschaft mbH. Dieses Gesellschaft hat seit dieser Zeit die Sanierung bzw. Restrukturierung angeschlagener Unternehmen als Geschäftsgegenstand.
Grossnigg ist außerdem Gründungsgesellschafter der Austro Holding GmbH. Diese Dachgesellschaft hält Beteiligungen an folgenden Unternehmen (% Anteile):
- Ankerbrot (der bedeutendste Backwarenhersteller in Österreich), 100 %
- Austro Lease Fuhrparkmanagement GmbH, 100 %
- Bene (Büromöbel), 50 %
- Deutz-Fahr Austria Landmaschinen GmbH, 83 %
- Gaulhofer (Anbieter industriell gefertigter Fenster und Türen in Österreich), 34,5 %
- hali GmbH (Büromöbel), 50 %
- Lohberger, Heiz + Kochgeräte-Technologie GmbH, 90 %
- Neudoerfler Office Systems (Büromöbel), 50 %
- Sleepwell Kauffmann GmbH, 100 %

Die Bilanzsumme der Austro Holding lag im Geschäftsjahr 2015 bei 182,4 Mio. Euro.
Des Weiteren gehört Grossnigg die grosso Holding. Dieser Dachgesellschaft gehörten beispielsweise 14,05 % am Linzer IT-Konzern S&T. Diesen Anteil veräußerte Grossnigg im Oktober 2016 nach dem Einstieg von Foxconn bei S&T. Im Jänner 2017 übernahm die grosso Holding für 18,5 Mio. Euro den insolventen Bramscher Bettwarenhersteller Gebr. Sanders GmbH.
Darüber hinaus ist Grossnigg seit 2003 Eigentümer der Porzellanmanufaktur Augarten.
In der Vergangenheit war Grossnigg auch bei Unternehmen wie ADEG Österreich, Alpine Holding, Delka, Economos, Europapier AG, Forstinger, Frantschach, Funder, Huber Tricot, Kneissl, Leiner/Kika, Leykam, Praktiker, Semper Constantia Privatbank, Wienerwald oder Zellstoffwerk Pöls und vielen weiteren Unternehmen beteiligt.
Im März 2016 kündigte Grossnigg an, dass er sich im Herbst 2016 aus dem operativen Geschäft zurückziehen werde. Er werde nach seinem 70. Geburtstag nur noch das Vorstandsmandat in seinen vier Stiftungen Czerwenka Privatstiftung, Gambit Privatstiftung, MTS Privatstiftung und Rhomberg Privatstiftung ausüben. Grossnigg ist mit dem Industriellen Hans Peter Haselsteiner gut befreundet.
Im Jahr 2023 begann Grossnigg mit der Sanierung der Signa Holding. Er wurde am 1. Dezember 2023 als zusätzliches Mitglied in die Vorstände von Signa Prime Selection und von Signa Development Selection berufen.